# U.S. Route 5
La U.S. Route 5 è una strada a carattere nazionale degli Stati Uniti d'America che corre in direzione nord-sud per il New England, attraversando gli Stati del Connecticut, Massachusetts e Vermont. Tra le maggiori città lungo il suo percorso vi sono New Haven e Hartford, nel Connecticut, e Sprigfield, nel Massachusetts. Da Hartford a Saint Johnsbury, la strada segue il percorso del fiume Connecticut.
L'intero percorso della U.S. 5 è parallelo a quello della Interstate 91, per la quale ora viene utilizzata come raccordo locale. Il terminale settentrionale della U.S. 5 è a Derby Line, piccolo villaggio nel Vermont al confine con il Canada, dove continua nel Québec con il nome di Quebec Route 143, prima chiamata Route 5. Il terminale meridionale è invece situato a New Haven, in una intersezione con la Interstate 91.

## Collegamenti esterni

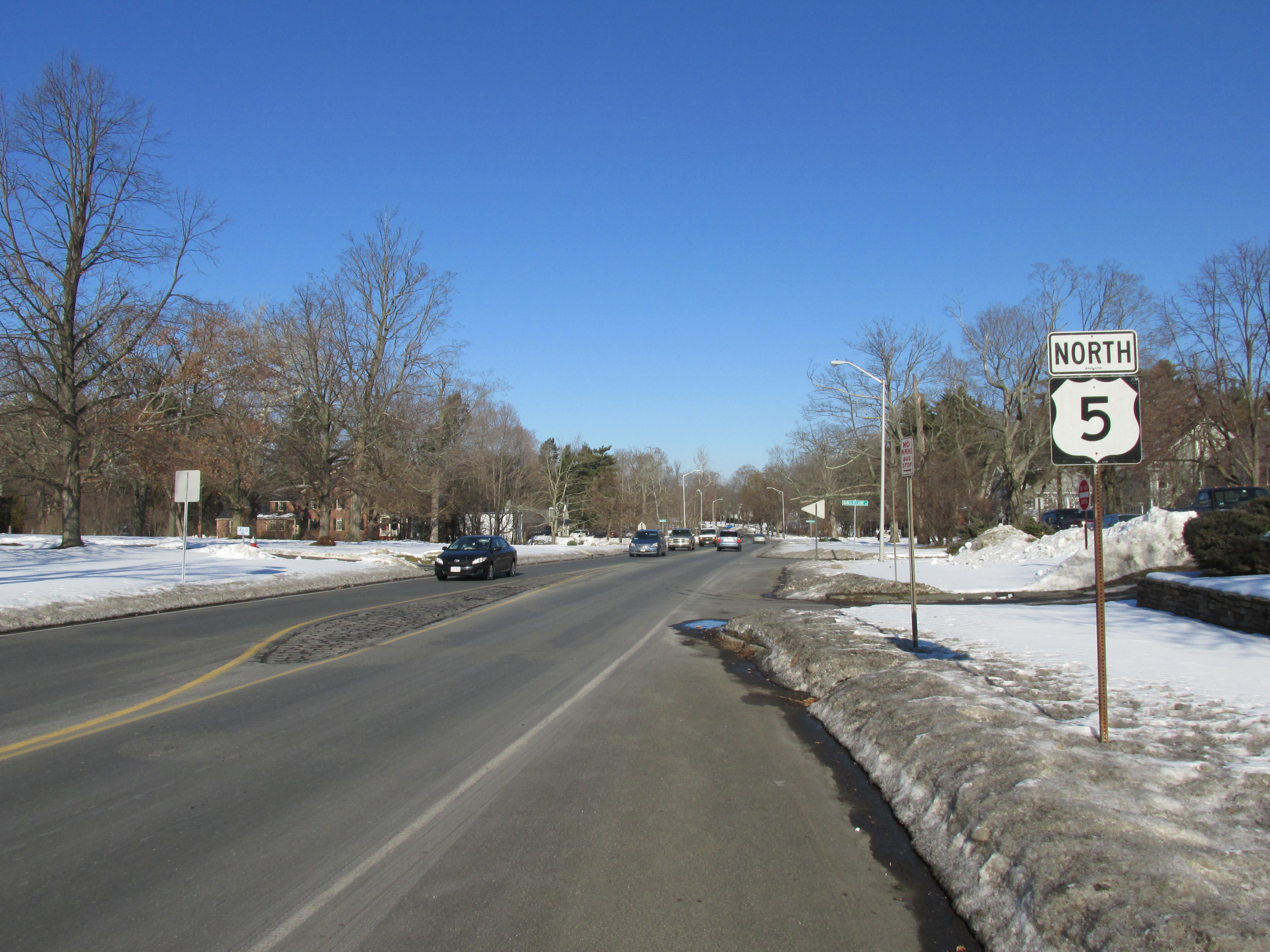